# Jaime Sin
Jaime Lachica Sin (ur. 31 sierpnia 1928 w New Washington (Aklan), zm. 21 czerwca 2005 w Manili) – filipiński duchowny rzymskokatolicki, arcybiskup tytularny, biskup pomocniczy Jaro w latach 1967–1970, administrator apostolski sede plena archidiecezji Jaro w latach 1970–1972, arcybiskup koadiutor Jaro w 1972, arcybiskup metropolita Jaro w latach 1972–1974, zastępca przewodniczącego Konferencji Episkopatu Filipin w latach 1974–1997, arcybiskup metropolita Manili i prymas Filipin w latach 1974–2003, kardynał prezbiter od 1976, od 2003 arcybiskup senior archidiecezji Manili.

## Życiorys
Studiował w seminarium Saint Vincent de Paul w Jaro. Święcenia kapłańskie przyjął 3 kwietnia 1954 w Jaro. W latach 1954–1957 pracował jako duszpasterz w diecezji Capiz, następnie był wykładowcą i rektorem seminarium Piusa X w Roxas City. 26 lutego 1960 otrzymał godność honorową papieskiego prałata domowego.
10 lutego 1967 został mianowany biskupem pomocniczym Jaro ze stolicą tytularną Obba. Sakry biskupiej udzielił mu 18 marca 1967 w Jaro miejscowy arcybiskup Jose Maria Cuenco. W czerwcu 1970 został administratorem apostolskim sede plena Jaro, a 15 stycznia 1972 arcybiskupem tytularnym Massa Lubrense i koadiutorem Jaro z prawem następstwa. 8 października 1972 został arcybiskupem metropolitą Jaro. 21 stycznia 1974 został przeniesiony na stolicę arcybiskupią Manila. Również w 1974 objął funkcję wiceprzewodniczącego Konferencji Episkopatu Filipin.
24 maja 1976 papież Paweł VI mianował go kardynałem z tytułem prezbitera Santa Maria ai Monti. Jako kardynał brał udział w obu konklawe w 1978, a także w I Sesji Plenarnej Św. Kolegium Kardynalskiego w Watykanie w 1979 oraz w pracach Komisji Kardynalskiej ds. Badania Organizacyjnych i Ekonomicznych Problemów Stolicy Świętej (od 1981). Uczestniczył również w sesjach Światowego Synodu Biskupów w Watykanie (1977, 1980, 1983, 1985, 1987); członek sekretariatu generalnego Synodu w latach 1977-1987. W 1979 brał udział w III Konferencji Generalnej Episkopatów Latynoamerykańskich w Puebla (Meksyk).
Znany jako działacz na rzecz praw człowieka, laureat wielu nagród oraz doktoratów honoris causa. Był duchowym przywódcą ruchów społecznych, które doprowadziły do usunięcia prezydentów Ferdinanda Marcosa (1986) i Josepha Estrady (2001).
Po osiągnięciu wieku emerytalnego, 15 września 2003 złożył rezygnację z dalszych rządów archidiecezją Manila. Pozostał administratorem apostolskim archidiecezji do czasu przejęcia rządów przez następcę, arcybiskupa Gaudencio Rosalesa (21 listopada 2003).
Jesienią 2004 kardynał przeszedł ciężki zawał serca. Nie brał udziału w konklawe po śmierci Jana Pawła II. Zmarł dwa miesiące po konklawe.

## Odznaczenia
- 1992 – Chief Commander Legii Honorowej[1]
- 1999 – Wielki Łańcuch Orderu Sikatuny[2]
- 2003 – Krzyż Wielki Orderu Lakanduli[3]
- 1977 – Krzyż Wielki Orderu Izabeli Katolickiej (Hiszpania)[4]
- Krzyż Wielki Orderu Grobu Świętego (wraz z funkcją Wielkiego Przeora Filipin)[5]